# Mike Alexander
Michael Fitzgerald "Mike" Alexander, född 19 mars 1965 på Manhattan i New York, är en före detta professionell fotbollsspelare. Han spelade som wide receiver på planen.